# Kalliasseri
Kalliasseri è una suddivisione dell'India, classificata come census town, di 28.066 abitanti, situata nel distretto di Kannur, nello stato federato del Kerala. In base al numero di abitanti la città rientra nella classe III (da 20.000 a 49.999 persone).

## Geografia fisica
La città è situata a 11° 58' 30 N e 75° 20' 17 E.

## Società

### Evoluzione demografica
Al censimento del 2001 la popolazione di Kalliasseri assommava a 28.066 persone, delle quali 13.247 maschi e 14.819 femmine. I bambini di età inferiore o uguale ai sei anni assommavano a 2.824, dei quali 1.454 maschi e 1.370 femmine. Infine, coloro che erano in grado di saper almeno leggere e scrivere erano 23.863, dei quali 11.530 maschi e 12.333 femmine.